# 프랑스 민요
프랑스 민요는 프랑스의 노래로 이른바 샹송이 유명한 것에 비하여, 극히 일부만이 알려져 있다.
프랑스어는 비음(鼻音)이 많은 발음으로 말의 억양에도 미묘한 뉘앙스가 있어, 이탈리아어나 독일어같이 강한 악센트를 갖지 않는다. 따라서 프랑스의 노래는 이탈리아 민요와 같이 화려하지는 않으며, 또 독일 민요와 같이 가락의 선이 명확하지도 않다.
프랑스어를 학습할 때 잘 불리는 것으로 〈아비뇽의 다리〉가 있다. 이는 동요의 부류에 속하는 것이나, 이런 곡에서도 프랑스의 노래가 선율적으로 보아 얼마나 움직임이 적은가를 알 수 있다. 
오래된 유명한 민요로 〈마브루공(公)〉이 있다. 17, 18세기경부터 노래된 이야기조의 노래로서, 마르프라케 전쟁에서 전공을 세운 마브루공을 노래한 것이다. "마브루가 출정한다. 미롱통, 미롱통, 미롱테느, 다시 돌아올지 모르겠다 …"라고 부르기 시작하고, 뒤로 22절의 이야기가 계속된다. 가락은 매우 간단하나, 같은 문구를 몇 번이고 반복하는 데에 노래로서의 재미가 있고, 게다가 각절마다 미롱통, 미롱통이라고 같은 소리가 나온다. 또 프랑스어 특유의 리에종이 어딘지 모르게 익살맞은 감을 준다. 이 노래는 루이 16세의 황태자의 유모가 된 마담 포아트랑이 베르사유 궁전에서 부르기 시작해서 파리의 상류계급에 유행하였다고 전해지기도 한다. 이 노래 가락에는 "For He's a Jolly Good Fellow"란 영어 가사가 붙어 영국과 미국에서도 많이 노래되고 있다. 
조르주 비제 작곡의 모음곡 〈아를의 여인〉에서 전주곡의 주선율이 되고 있는 것은 프로방스의 오래된 크리스마스 캐럴 〈세 임금님〉인데, 이 곡도 널리 알려져 있다.
특기할 것은, 대부분의 캐나다 민요로 오래된 프랑스 민요가 그대로 노래되고 있다는 점이다. 17세기 초 아메리카 신대륙의 동해안을 개척한 프랑스의 이민이 가져온 것으로, 본국인 프랑스에서는 이미 잊혀진 노래들이 많이 남아 있다.